# Imi N'Fast
Imi N'Fast (àrab: إمي نفاست, Imī Nfāst; amazic estàndard marroquí: ⵉⵎⵉ ⵏ ⴼⴰⵙⵜ, Imi n Fast) és una comuna rural de la província de Sidi Ifni, a la regió de Guelmim-Oued Noun, al Marroc. Segons el cens de 2014 tenia una població total de 2.456 persones.